# Traité d'amitié et d'alliance entre le gouvernement de Mongolie et le Tibet
Lire en ligne

Texte sur Wikisource

Un traité d'amitié et d'alliance entre le gouvernement de Mongolie et le Tibet  a été signé à Ourga, l'actuelle Oulan-Bator, en Mongolie, le 11 janvier 1913 correspondant au 29 décembre 1912 selon le calendrier julien. Son texte en langue mongole a été publié par l'Académie des sciences de Mongolie en 1982, et en 2007 un exemplaire original en langue tibétaine et en écriture tibétaine est apparu dans les archives mongoles.
Des doutes ont été exprimés sur L'autorité d'un négociateur, Dorjiev, a conclure un tel traité, étant à la fois un citoyen russe et d'origine ethnique tibétaine .

## Signature
Après la chute de la dynastie mandchoue lors de la révolution de 1911, le Tibet et la Mongolie ont tous deux déclaré leur indépendance formelle,.
Dans le traité d'amitié et d'alliance, la Mongolie et le Tibet déclaraient leur reconnaissance et fidélité mutuelles. Les représentants mongols ayant signé le traité étaient le ministre des affaires étrangères Da Lama Ravdan et le général Manlaibaatar Damdinsüren (en). La délégation tibétaine qui a signé ce document était composée d'un Tibétain, Gendun-Galsan, et d'un Bouriate, Agvan Dorjiev, ressortissant de l'empire russe. Le traité porte les sceaux des représentants du Tibet et de la Mongolie.
Selon Charles Alfred Bell, rien n'indique que ce traité ait été ratifié par le 13e dalaï-lama ou son gouvernement. La lettre du dalaï-lama à Agvan Dorjiev ne mandatait en rien celui-ci pour signer un quelconque traité, elle l'exhortait simplement à œuvrer pour le bien de la religion bouddhiste,. Selon Warren W. Smith Jr, en désavouant partiellement le traité, le dalaï-lama souhaitait apaiser les craintes des Britanniques concernant une ingérence russe au Tibet. De plus, une ratification à cette époque de la Mongolie monarchique et du Tibet n'était pas nécessaire.
Le gouvernement russe a soutenu qu'en tant que sujet russe, Dorjiev ne pouvait pas agir à titre diplomatique au nom du dalaï-lama . Néanmoins, avant de signer le traité, Dorjiev a rencontré en Mongolie I. Ya. Korostovets, plénipotentiaire russe à Urga, et lui déclaré que le Tibet voulait conclure des traités avec la Mongolie et la Russie. Korostovets, ayant mentionné que "Khlakha (Mongolie extérieure) venait de déclarer son indépendance, reconnue par la Russie", il n'avait aucune objection à la conclusion d'un traité entre la Mongolie et le Tibet, mais il était opposé à un traité du Tibet avec la Russie .
Selon la Commission internationale de juristes, des informations provenant d'archives russes révèlent que Dorjiev était bien le représentant autorisé du 13e dalaï-lama et le traité Tibet-Mongolie de reconnaissance mutuelle un traité légitime.
Selon le 14e dalaï-lama, ce traité a été conclu sous l'autorité du 13e dalaï-lama. Pour John Snelling, le 13e dalaï-lama conféra à Dorjiev les pouvoirs plénipotentiaires pour négocier et formaliser un rapprochement entre la Mongolie et le Tibet en tant qu’États souverains.
Selon Warren W. Smith Jr, la validité du traité est souvent mise en doute principalement quant à l'autorité de Dorjiev pour négocier au nom du Tibet et l'approbation quelque peu ambiguë du traité par le Tibet. Le fait que Dorjiev était un citoyen russe portait atteinte quelque peu à son rôle ; le traité présentait certains avantages pour la Russie dans la mesure où il pouvait s'interpréter comme étendant au Tibet le protectorat exercé par cette dernière sur la Mongolie.

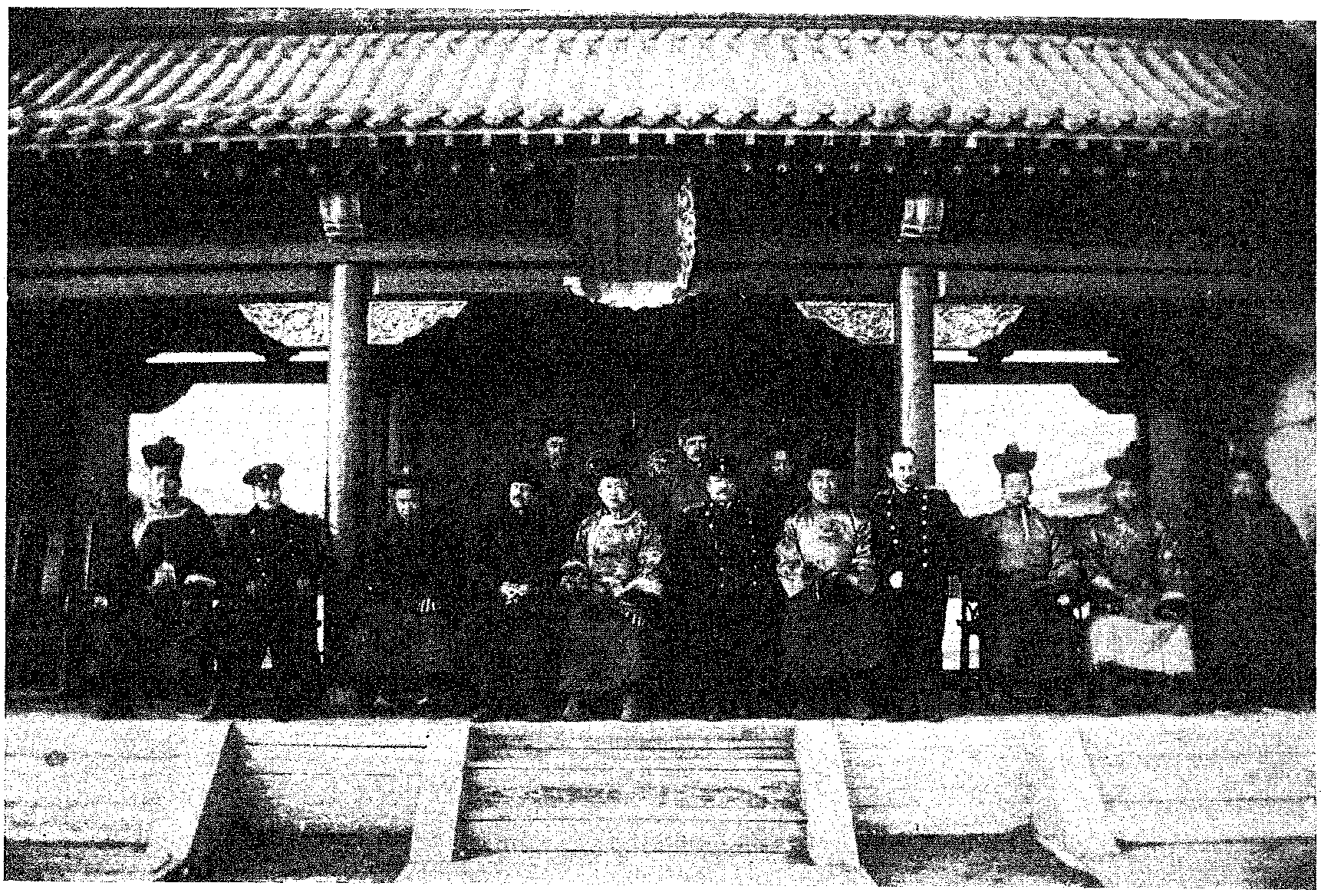
Groupe des fonctionnaires russes et mongols, photo prise après la signature de l'accord russo-mongol à Ourga en novembre 1912. La Russie reconnaît prudemment l’autonomie de la Mongolie et obtient des concessions commerciales.

Selon Barry Sautman, la Mongolie et le Tibet n'étaient pas reconnus en tant qu'État en 1913 au moment de la signature du traité. La Mongolie avait proclamé son indépendance fin 1911 alors que de nombreux territoires et provinces de Chine faisaient sécession à la suite de la chute de la dynastie des Qing. La Mongolie ne fut reconnue que des décennies plus tard par la Russie et la Chine : l'Union soviétique et la République de Chine ne reconnurent la Mongolie qu'en 1946 (pour revenir, en ce qui concerne la République de Chine (i.e. Taïwan), sur cette reconnaissance en 1953 avant de se raviser en 2002). Les États-Unis ne reconnurent la Mongolie qu'en 1987. Le Tibet et la Mongolie en 1913 n'étant pas reconnus comme États par les autres États, le fait pour l'un et l'autre de se reconnaître mutuellement n'a pas plus d'importance que la reconnaissance mutuelle de l'Ossétie du Sud et de l'Abkhazie aujourd'hui.
Elliot Sperling remarque que Sautman ne va pas au-delà des points de vue de la Chine. Pour Sperling, que les Tibétains et les Mongols aient affirmé dans leur traité de 1913 s'être affranchis de la domination de l'État mandchou et de n'être ainsi plus reliés avec la Chine est important sur le plan de la terminologie. Il faut aussi préciser que les États-Unis se sont abstenus, mais n'ont pas voté contre l'admission de la Mongolie à l'ONU en 1961.
Selon Sergius L. Kuzmin, mongoliste, tibétologue, bouddhologue et auteur de Hidden Tibet (en), il existe des données selon lesquelles le traité signé par la Russie avec la Mongolie en 1912 (c'est-à-dire avant de signer le traité avec le Tibet) signifiait la reconnaissance internationale de la Mongolie en tant qu'État qui ne nécessitait pas de sanction d'un tiers ; en conséquence, selon Sergius L. Kuzmin, le traité entre le Tibet et la Mongolie indique que le Tibet dans la première moitié du XXe siècle était un État indépendant de facto et de jure.
Pour Michael van Walt van Praag, « le Tibet possédait sans aucun doute la capacité de conclure un traité en 1913, puisqu'il remplissait à l'époque les critères d'un État indépendant et qu'il avait conclu des traités valides auparavant, démontrant amplement sa capacité à conclure des traités. Quant à la Mongolie, elle remplissait elle aussi les critères d'un État indépendant et avait conclu un traité avec une puissance majeure, la Russie, quelques mois seulement avant de conclure le traité avec le Tibet, démontrant également sa capacité à conclure des traités. »

## Conséquences
Lors de la Convention de Simla, les informations au sujet du traité ont suscité des soupçons considérables parmi les négociateurs britanniques qui craignaient que la Russie n'utilise le traité pour influer sur les questions tibétaines.
Un traité similaire, le Traité tripartite de Kiakhta, a été signé par la Mongolie, la République de Chine et la Russie le 25 mai 1915. L'accord a affirmé l'autonomie complète de la Mongolie dans les questions internes et les privilèges russes en Mongolie, formellement reconnaissant en même temps la suzeraineté de la Chine sur le pays.

## Extrait
Dans les premières lignes du traité, le Tibet et la Mongolie attestent s'être libérés de la domination Mandchoue et d'avoir chacun constitué un État indépendant. De courts articles portent notamment sur :
- l'engagement mutuel de secours et d'assistance du Tibet et de la Mongolie ;
- les dispositions commerciales et financières[8].

« La Mongolie et le Tibet s'étant libérés de la dynastie mandchoue et séparés de la Chine, sont devenus des États indépendants. Les deux États ont toujours professé une seule et même religion, et, afin de consolider leur ancienne amitié mutuelle, ils sont convenus de signer [cet accord] » .

## Autres lectures
- (en) Parshotam Mehra, « The Mongol–Tibetan Treaty of January 11, 1913 », Journal of Asian History, vol. 3, no 1,‎ 1969, p. 1–22 (lire en ligne)
- (en) Matteo Miele, « A geopolitical reading of the 1913 Treaty between Tibet and Mongolia », Tibetan Review, vol. XLVIII, nos 01-02,‎ 2015, p. 14–16 (lire en ligne)